# Aldo Rocha
Aldo Paúl Rocha González (ur. 6 listopada 1992 w León) – meksykański piłkarz występujący na pozycji defensywnego pomocnika, od 2021 roku zawodnik Atlasu.

## Kariera klubowa
Rocha pochodzi z miasta León i jest wychowankiem tamtejszego zespołu Club León, do którego seniorskiej drużyny został włączony jako dwudziestolatek przez urugwajskiego szkoleniowca Gustavo Matosasa. W Liga MX zadebiutował 17 marca 2013 w zremisowanym 0:0 spotkaniu z Pumas UNAM, a już w jesiennym sezonie Apertura 2013, pełniąc jednak rolę głębokiego rezerwowego, wywalczył z Leónem swój pierwszy tytuł mistrza Meksyku. Sukces ten powtórzył również pół roku później, podczas wiosennych rozgrywek Clausura 2014, natomiast w sezonie Apertura 2015 dotarł do finału krajowego pucharu – Copa MX. Premierowego gola w najwyższej klasie rozgrywkowej strzelił 15 stycznia 2016 w wygranej 3:1 konfrontacji z Veracruz.
| Sezon     | Klub      | Kraj   | Rozgrywki | Mecze | Bramki |
| --------- | --------- | ------ | --------- | ----- | ------ |
| 2012/2013 | Club León | Meksyk | Liga MX   | 1     | 0      |
| 2013/2014 | Club León | Meksyk | Liga MX   | 14    | 0      |
| 2014/2015 | Club León | Meksyk | Liga MX   | 9     | 0      |
| 2015/2016 | Club León | Meksyk | Liga MX   | 33    | 2      |
| 2016/2017 | Club León | Meksyk | Liga MX   |       |        |